# Весалико
Веса̀лико (на италиански: Vessalico; на лигурски: Vesarco, Везарко) е село и община в Северна Италия, провинция Империя, регион Лигурия. Разположено е на 197 m надморска височина. Населението на общината е 285 души (към 2011 г.).